# Boopiidae
Boopiidae (лат.) — семейство бескрылых насекомых подотряда Amblycera из отряда пухоедов и вшей. Постоянные паразиты сумчатых млекопитающих. Австралия.

## Описание
Мелкие насекомые, длина как правило менее 3 мм. Мезонотум с парой щетинковидных выступов. Голова вытянутая конусовидная. Усики 4- или 5-члениковые. Пронотум отделён от остальной груди, но мезонотум и метанотум не слиты. На III-VIII-м абдоминальных сегментах расположено 6 дыхалец. От прочих представителей Amblycera отличаются парой выступов на мезонотуме, метанотумом слитым с первым тергитом, не слитыми мезо- и метанотумом, отсутствием микротрихий на бёдрах и голенях третьей пары ног, двумя коготками на лапках второй и третьей пары, наличием лабиальных щупиков и 4-члениковых максиллярных щупиков (иногда их 3 или 2). Паразитируют на сумчатых млекопитающих.

## Систематика
Около 50 видов в 8 родах.
 
- Boopia Piaget, 1880
- Heterodoxus Le Souëf & Bullen, 1902
- Latumcephalum Le Souëf, 1902
- Macropophila Mjöberg, 1919
- Paraboopia Werneck & Thompson, 1940[7]
- Paraheterodoxus Harrison & Johnston, 1916
- Phacogalia Mjoberg, 1919
- Therodoxus Clay, 1971[8]